# Medvedivka, Semenivka
Medvedivka (în ucraineană Медведівка) este un sat în comuna Tîmonovîci din raionul Semenivka, regiunea Cernihiv, Ucraina.

## Demografie
Componența lingvistică a localității Medvedivka
     Ucraineană (72,06%)
     Rusă (27,94%)
Conform recensământului din 2001, majoritatea populației localității Medvedivka era vorbitoare de ucraineană (72,06%), existând în minoritate și vorbitori de rusă (27,94%).